# (721708) 2004 BX159
(721708) 2004 BX159 es un asteroide de la región central del cinturón de asteroides, de aproximadamente 1.2 kilómetros de diámetro. Fue observado por primera vez en el Observatorio Paranal en el desierto de Atacama de Chile el 20 de enero de 2004. (721708) 2004 BX159 no alcanzó la fecha de impacto virtual del 29 de agosto de 2009. El asteroide fue eliminado de la Tabla de Riesgos de Sentry en abril de 2014 como resultado de imágenes precovery que establecían que era un asteroide inofensivo del cinturón principal.

## Descripción
(721708) 2004 BX159 orbita alrededor del Sol en el cinturón principal central a una distancia de 2.2–2.9 UA una vez cada 4.03 años (1471 días). Su órbita tiene una excentricidad de 0.15 y una inclinación de 4° con respecto a la eclíptica.
Después de su descubrimiento, se pensó que era un asteroide que cruzaba Marte debido a su órbita poco conocida, y se incluyó en la Tabla de Riesgo Sentry como un posible impactador. Con un arco de observación de 3 días y solo 8 observaciones, se determinó que el perihelio era de 1.5 ± 3 unidades astronómicas.
A principios de 2014 se identificaron observaciones precovery en datos de archivo del Telescopio Canadá-Francia-Hawái en Mauna Kea, lo que resultó en una mejora drástica de la precisión orbital, suficiente para reconocer el objeto como un asteroide regular del cinturón principal, que no representa ningún peligro para la Tierra.
El cuerpo fue posteriormente vinculado por el Minor Planet Center con observaciones adicionales reportadas desde 1997. Ahora tiene una órbita bien establecida, observada durante décadas, con la menor incertidumbre posible de 0. Incluso se sabe que (721708) 2004 BX159 pasó a 0.0036 UA (540,000 km; 330,000 mi) del asteroide 3 Juno el 18 de septiembre de 1961.